# 約翰黑麗魚
約翰黑麗魚，為輻鰭魚綱鱸形目隆頭魚亞目慈鯛科的其中一種。

## 分布
本魚分布在非洲馬拉威湖。

## 特徵
本魚展現高度的兩性異形，成年雄魚的體色是藍色、黑色和褐色的混合。從前額開始有一條藍色條紋穿過眼睛上方，橫貫魚體上半部；另一條藍條紋位於魚體下半部份。長基部背鰭呈深藍色，基部有灰色條紋。雌魚體色為輝煌色，在魚體上有模糊的深褐色斑紋。體長可達10公分。

## 生態
本魚棲息在湖泊岩石區，屬雜食性，以藻類和浮游生物為食。

## 經濟利用
為小型的觀賞魚類。